# Sindrome di Caplan
Per  sindrome di Caplan in campo medico, si intende una variante di artrite reumatoide, che per alcune caratteristiche è stata ritenuta essere patologia a parte, in particolare tale sindrome è una forma di pneumopatia nodulare, complicanza dell'artrite stessa. Si evidenzia in pazienti con artrite reumatoide, in pazienti con pneumoconiosi, in contatto con polveri di asbesto, carbone e silice.

## Storia
La sindrome deve il suo nome al suo scopritore nel 1953, quando teneva in cura i minatori che lavoravano in una cava di carbone. In seguito in altri lavoratori sottoposti ad inalazioni di altre polveri furono evidenziati gli stessi segni clinici.

## Sintomatologia
Fra i sintomi e i segni clinici ritroviamo la comparsa di noduli di grandi dimensioni (rispetto a quelli soliti delle malattie reumatiche), tosse e respiro corto, all'auscultazione rantoli presenti in tutto l'ambito senza interruzione con gli atti respiratori, oltre a segni e sintomi di un'eventuale artrite reumatoide sottostante.

## Diagnosi
- Radiografia del torace, dove si mostra la presenza di noduli dalle dimensioni di 0.5-2.0 cm di diametro. Questa patologia entra in diagnosi differenziale con tubercolosi e le varie pneumoconiosi.
- Ricerca del fattore reumatoide
- Test di funzionalità polmonare, ovvero spirometria con curva flusso-volume e DLCO